# 雲林湖本八色鳥野生動物重要棲息環境
雲林湖本八色鳥野生動物重要棲息環境位於臺灣雲林縣，東臨南投縣界，是為保護八色鳥棲地而依據《野生動物保育法》公告之野生動物重要棲息環境。
1999年8月，雲林縣政府核准林內鄉枕頭山土石採取許可，以供中二高興建之用。林內鄉湖本村居民及保育團體均表示反對，且因當地為八色鳥在臺灣出現最多的地點，是世界已知出現較多八色鳥的繁殖地，引起國際鳥盟重視。農委會於2000年起開始研擬劃設保護範圍，之後於2008年將南投林管處阿里山事業區第61–70林班地公告為「雲林湖本八色鳥野生動物重要棲息環境」，阿里山事業區第71–73林班地則因湖山水庫工程先自公告範圍剔除。保護範圍內除了八色鳥外尚有藍腹鷴、台灣紫嘯鶇、台灣山鷓鴣、黃山雀等特有種鳥類。

## 外部連結
- 淺山傳奇─雲林湖本八色鳥野生動物重要棲息環境（國語版），林務局南投林管處，2010年12月
- 淺山傳奇─雲林湖本八色鳥野生動物重要棲息環境（臺語版），林務局南投林管處，2010年12月
- 淺山傳奇─雲林湖本八色鳥野生動物重要棲息環境（英語版），林務局南投林管處，2010年12月